# Felipe de Borgoña (obispo)

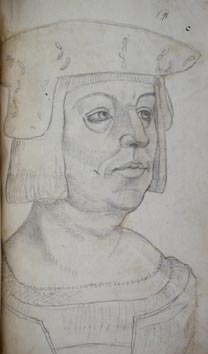
Felipe de Borgoña por Jacques Le Boucq, basado en un original de Jan Gossaert.

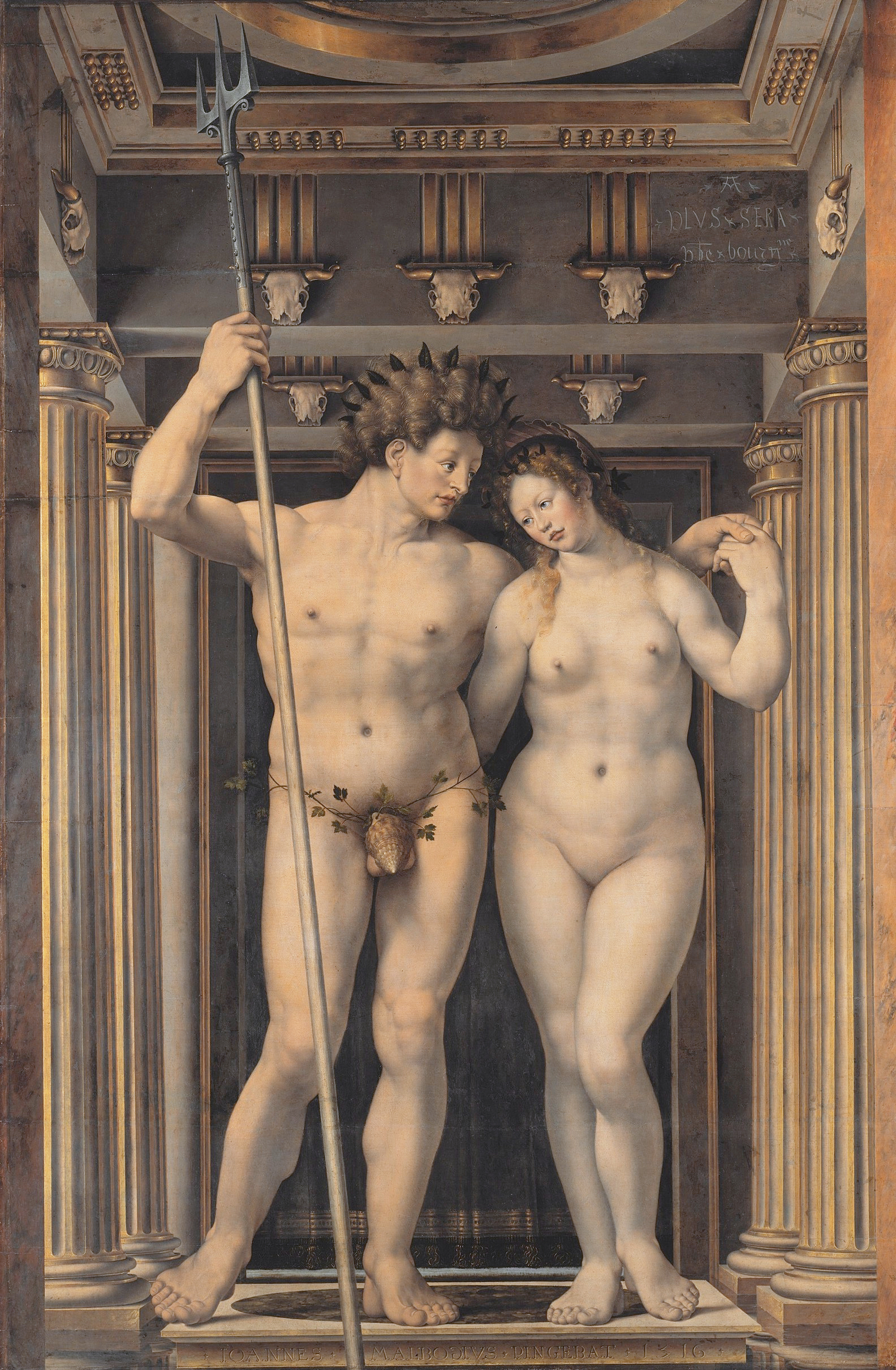
Neptunus y Amphitrite por Jan Gossaert en la Gemäldegalerie de Berlín.

Felipe de Borgoña (Bruselas 1464, Wijk bij Duurstede, 7 de abril de 1524), era hijo ilegítimo de Felipe el Bueno.
En el año 1501 entró en la Orden del Toisón de Oro, y viajó a Roma en el 1508 en calidad de embajador.
Entre 1502 y 1517 tuvo el cargo de almirante en la flota borgoñona, y en 1517 fue nombrado obispo de Utrecht. En el palacio episcopal de Wijk bij Duurstede Felipe de Borgoña llevó una vida disipada, delegando los asuntos religiosos a sus sirvientes. 

## Protector de artistas
Destaca por su apoyo a las artes. El humanista Gerard Geldenhouwer, que estuvo varios años a su servicio, publicó en 1529 su biografía. Fue protector del pintor Jan Gossaert, que le acompañó en su viaje a Roma.
A este pintor encargó la decoración de uno de sus palacios, donde Jan Gossaert representó desnudos de temas profanos que no tenían precedentes en la pintura de los Países Bajos.